# Groest (Hilversum)
De Groest is een winkelstraat in het centrum van de Nederlandse plaats Hilversum. De Groest loopt vanaf het kruispunt met de Stationsstraat, Langewenst en Naarderstraat tot aan de rotonde met daaraan de Langestraat, Schapenkamp en de Emmastraat. Zijstraten zijn de Nieuwe Doelenstraat, Oude Doelen, Kerkstraat, Herenstraat, Veerstraat, Smidsteeg, Prins Bernhardstraat, Spuisteeg, Spoorstraat, Biersteeg en de Leeuwenstraat. Op de Groest, in tegenstelling tot de rest van het centrum van Hilversum, mag gefietst worden.
De Groest heeft tal van rijksmonumenten waaronder een voormalige fabrikeurswoning op nummer 104-106, waar van 1918 tot 1921 de Nederlandsche Seintoestellen Fabriek een onderkomen had. Andere markante gebouwen zijn het voormalige kantoor van De Gooi- en Eemlander op nummer 21 en daarnaast op nummer 23 de uit 1913 stammende bioscoop New York, later vanaf 1925 Rex. Na sluiting in 1984 kreeg dit gemeentelijk monument een bestemming als restaurant. Op de hoek met de Veerstraat op nummer 116 staat nog een voormalige fabrikeurswoning behorende bij de tapijtfabriek NV Stoomtapijtfabriek Nederland, ook dit gebouw is een gemeentelijk monument. De naam Groest (of "Groost") betekent drassige plek waaraan deze straat zijn naam dankt.
Aan de Groest zit het overdekte winkelcentrum de Hilvertshof dat bestaat uit meerdere verdiepingen.

## Trivia
- De grootste brand die Hilversum ooit geteisterd heeft begon bij een slagerij aan de Groest (1766).[2]

## Fotogalerij

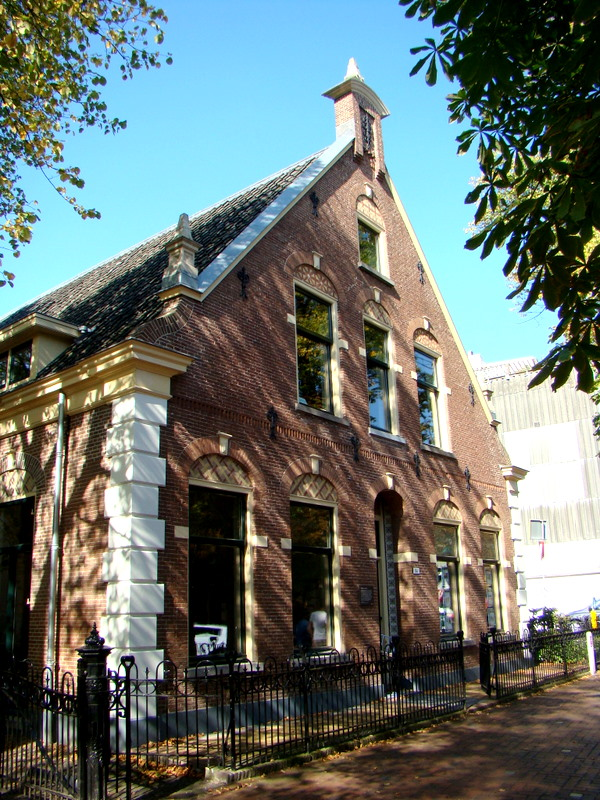
Voormalige fabrikeurswoning aan de Groest 104-106 (rijksmonument)
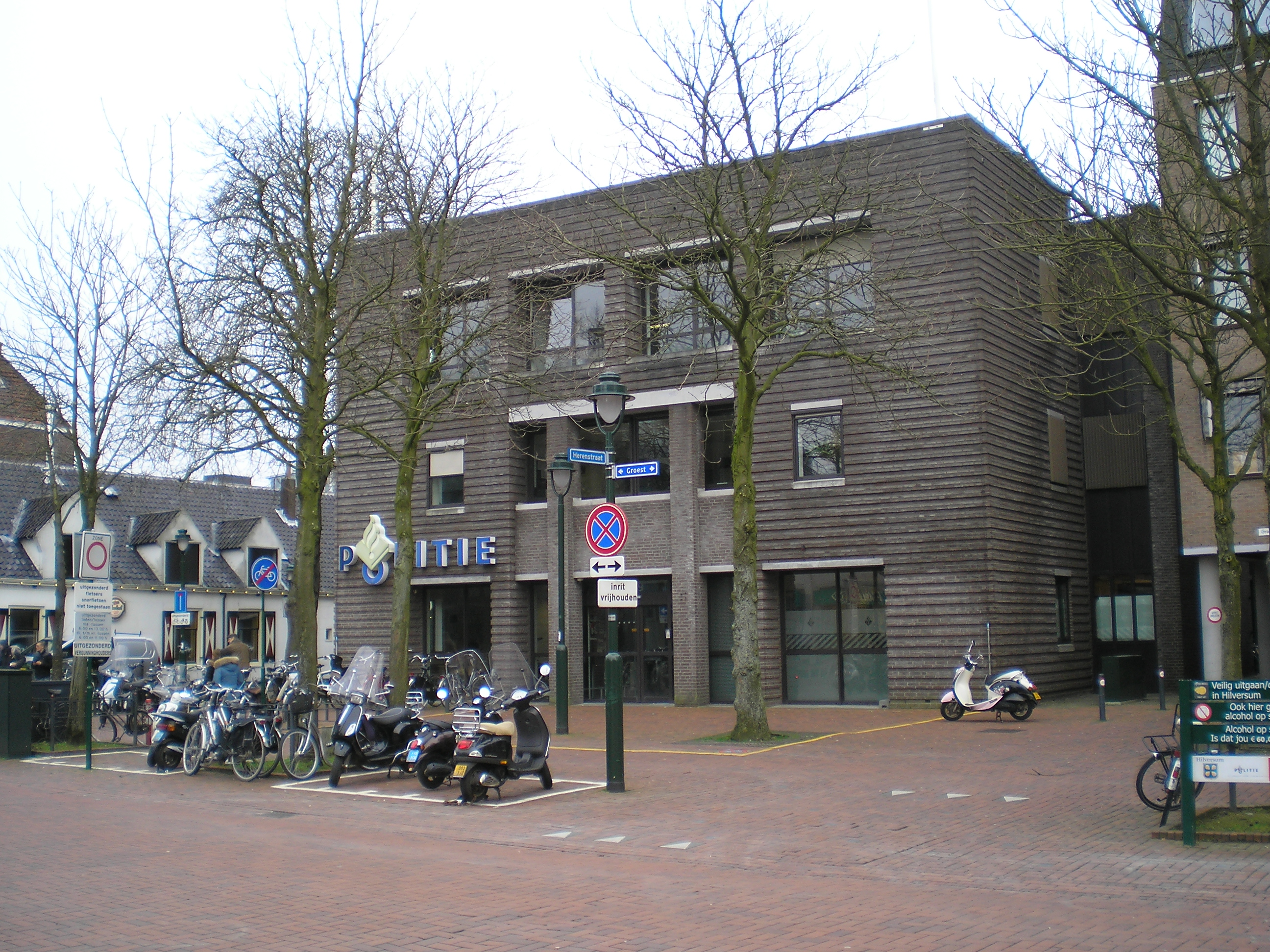
Politiebureau aan de Groest 69
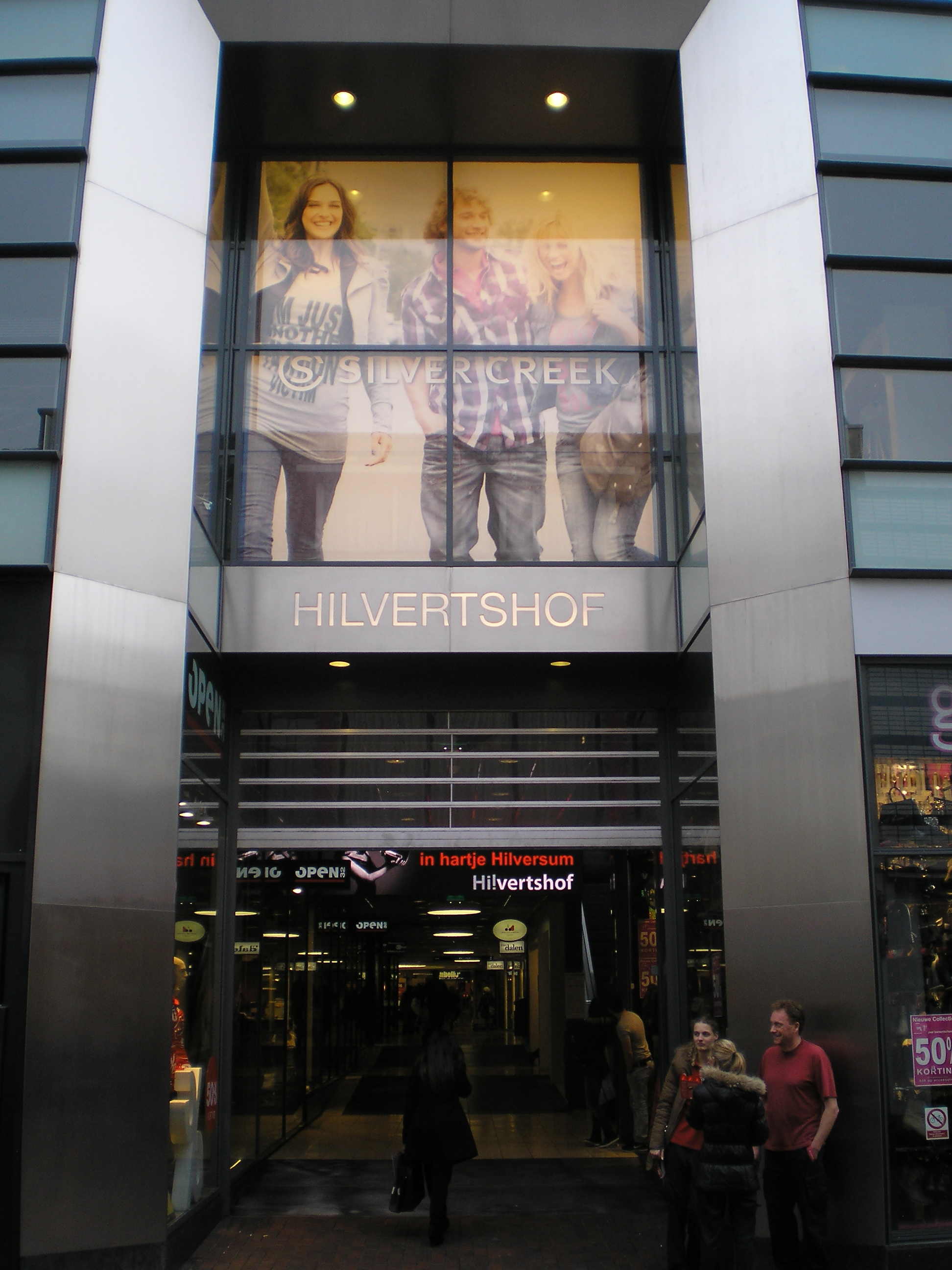
Hilvertshof is een overdekt winkelcentrum aan de Groest
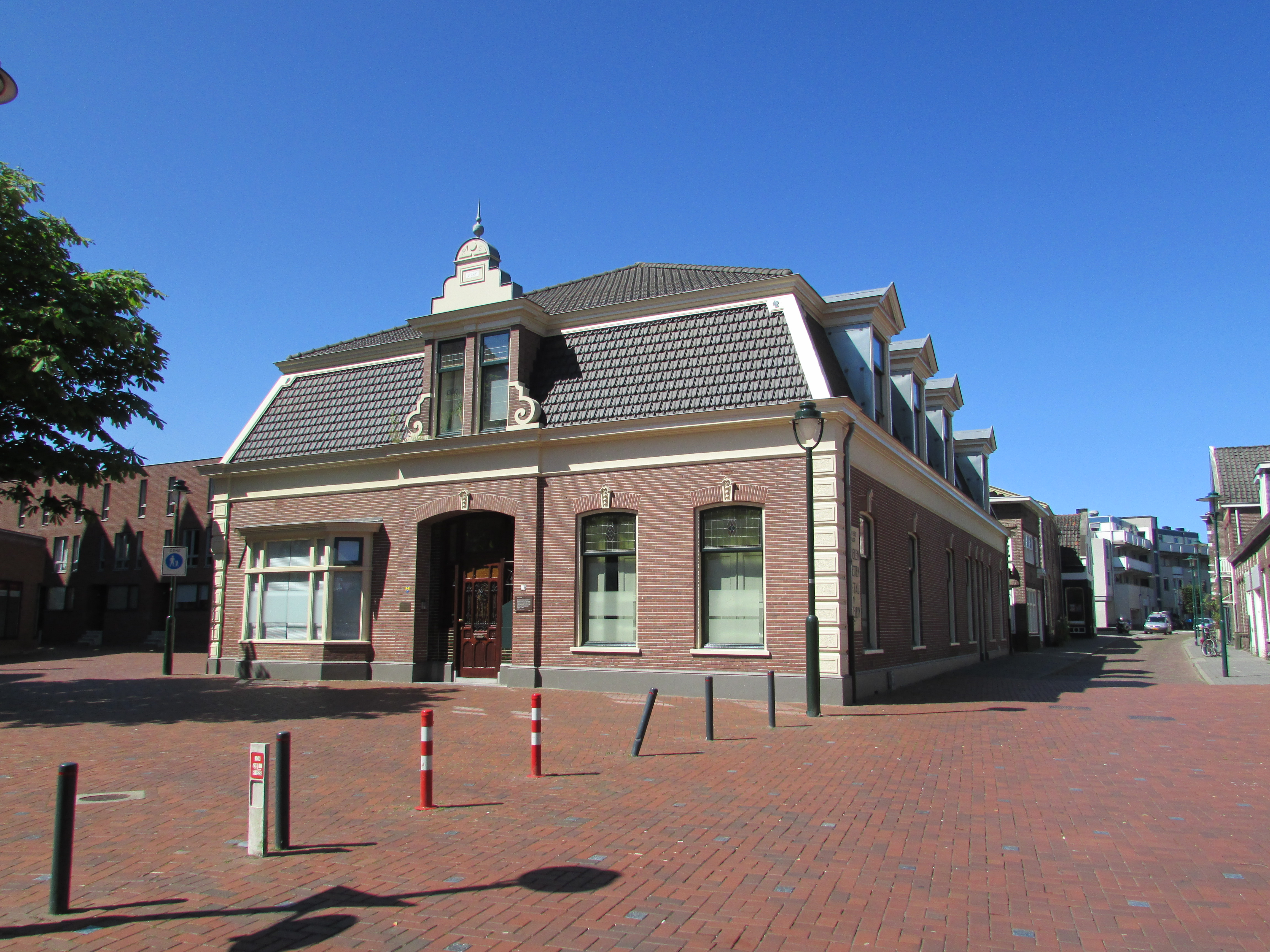
Fabrikeurswoning aan de Groest 116 (gemeentelijk monument)
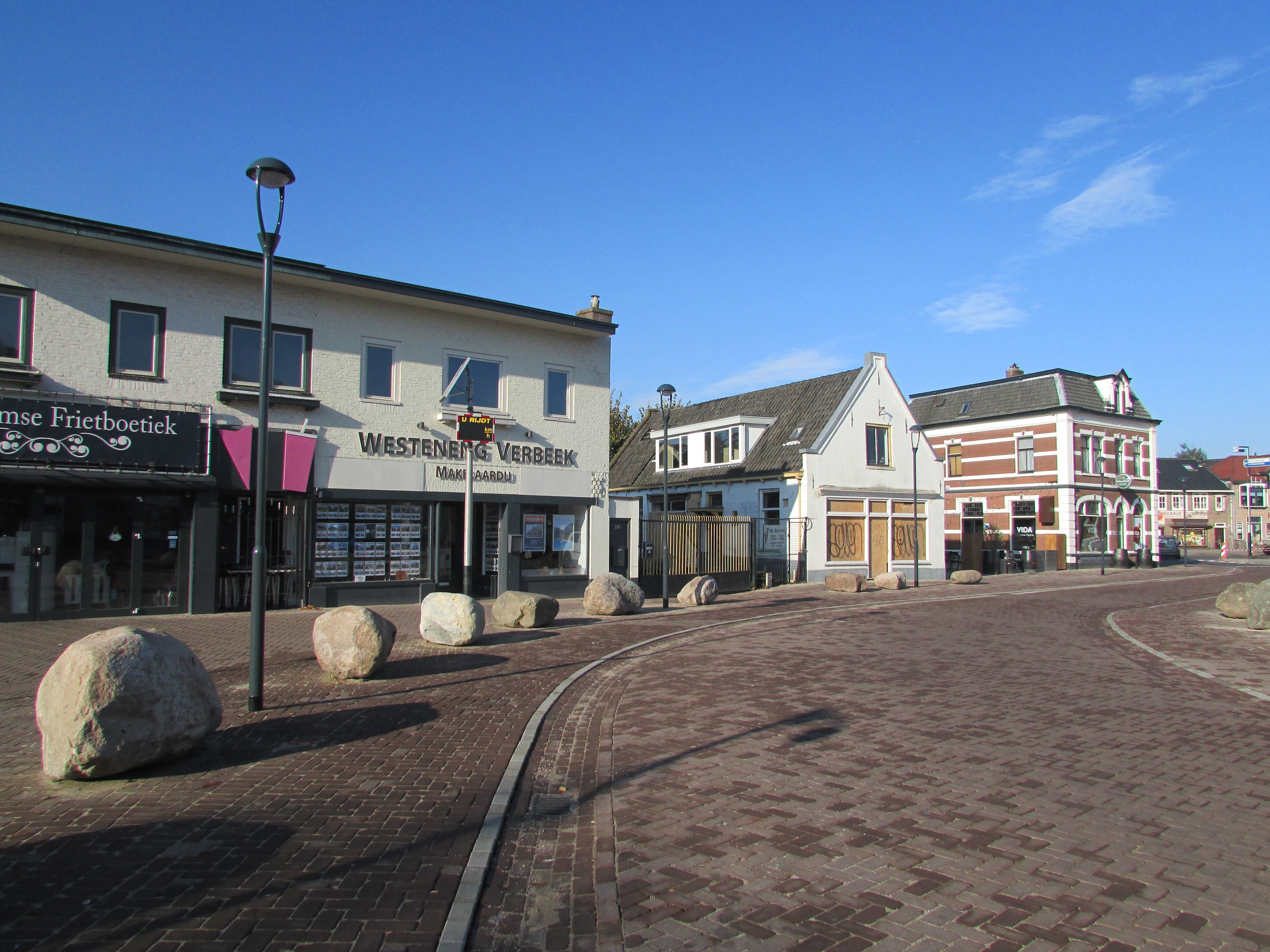
Vernieuwde Groest bij Naarderstraat versierd met zwerfkeien.

Bussumerstraat ·
's-Gravelandseweg ·
Groest ·
Kerkstraat ·
Kerkbrink ·
Oude Torenstraat ·
Schoutenstraat ·
Torenlaan ·
Vreelandseweg